# Vårby gårds kyrka
Vårby gårds kyrka är en kyrkobyggnad vid Vårby allé 5 i Vårby gård i Huddinge kommun. Den är församlingskyrka i Sankt Mikaels församling i Stockholms stift, och ligger intill ett gravfält från vikingatiden i en sluttning ned mot Mälaren.
Kyrkan invigdes den 25 maj 1975 av biskop Ingmar Ström och är sedan 1990 skyddad enligt kulturminneslagen. Den räknas som en av Sveriges första postmoderna byggnader, präglad av en färgglad och fantasifull arkitektur. I kyrkan firas gudstjänst på flera språk.

## Byggnadens exteriör
Anläggningen är ritad av arkitekt Harald Thafvelin och är orienterad i öst-västlig riktning, den består av tre delar. Längst mot väst ligger själva kyrkan. Mot öst följer församlingsbyggnaden i sex plan, i vinkel mellan dessa byggnader ligger klockstapeln innehållande en klocka. Den höga församlingsbyggnaden med sin enkla, släta fasad av rött tegel dominerar mot Vårby Allé. 
Kyrkbyggnaden däremot är låg och utförd med varierande fasader av vitt tegel och branta takfall med långt utkragande tak. Vart tolfte tegelskift är mönstermurat med tvärställda tegelstenar, vilket ger en intressant skuggeffekt. Sockeln är utförd av betongblock. Entrén till kyrkan ligger på sydsidan, entréskärmtaket är en konstruktion av grov betong. Anläggningens ovanliga arkitektur, som bygger på Thafvelins formgivningsteorier blev mycket omdebatterad av samtiden.

## Byggnadens interiör
Kyrkans interiör domineras av naturmaterial som kalkstensplattor på golven, betong och tegel i väggarna och träpanel i taken.  Taket är indelat i pyramidformade avdelningar. De grova pelarna i kyrkorummet påminner om grekiska kolonner med kapitäl, här förenklade och utförd i betong. Harald Thafvelin var inspirerad av den grekiska kulturen när han ritade kyrkan.
Vid gudstjänst sitter församlingen runt altarbordet som står mitt i rummet, tanken är att man vid nattvarden ska samlas runt altaret som vid ett måltidsbord. Kyrkorummet är okonventionellt planerat i norr-sydlig riktning med altaret i rummets i norra del. Inför kyrkans invigning krävde biskop Ingmar Ström att altaret ställdes i öster, så skedde men till vardags står alltså altaret  i norr. 
I kyrkorummet finns bland annat textiler av Christina Westman, ett krucifix av silversmeden Birger Haglund och dopskål av silversmeden Martin Öhman. 

### Orgel
Orgeln med 13 stämmor är byggd 1978 av Walther Thür Orgelbyggen AB i Torshälla. Orgeln är mekanisk.
| Huvudverk I    | Svällverk II      | Pedal      | Koppel |
| Rörflöjt 8'    | Gedackt 8´        | Subbas 16´ | I/P    |
| Principal 4'   | Fugara 8'         |            | II/P   |
| Spetsflöjt 4'  | Rörflöjt 4'       |            | II/I   |
| Waldflöjt 2'   | Principal 2'      |            |        |
| Mixtur 3 chor  | Ters 1 3/5'       |            |        |
| Rörskalmeja 8' | Nasat 1 1/3'      |            |        |
| Tremulant      | Tremulant         |            |        |
|                | Crescendosvällare |            |        |

## Bilder

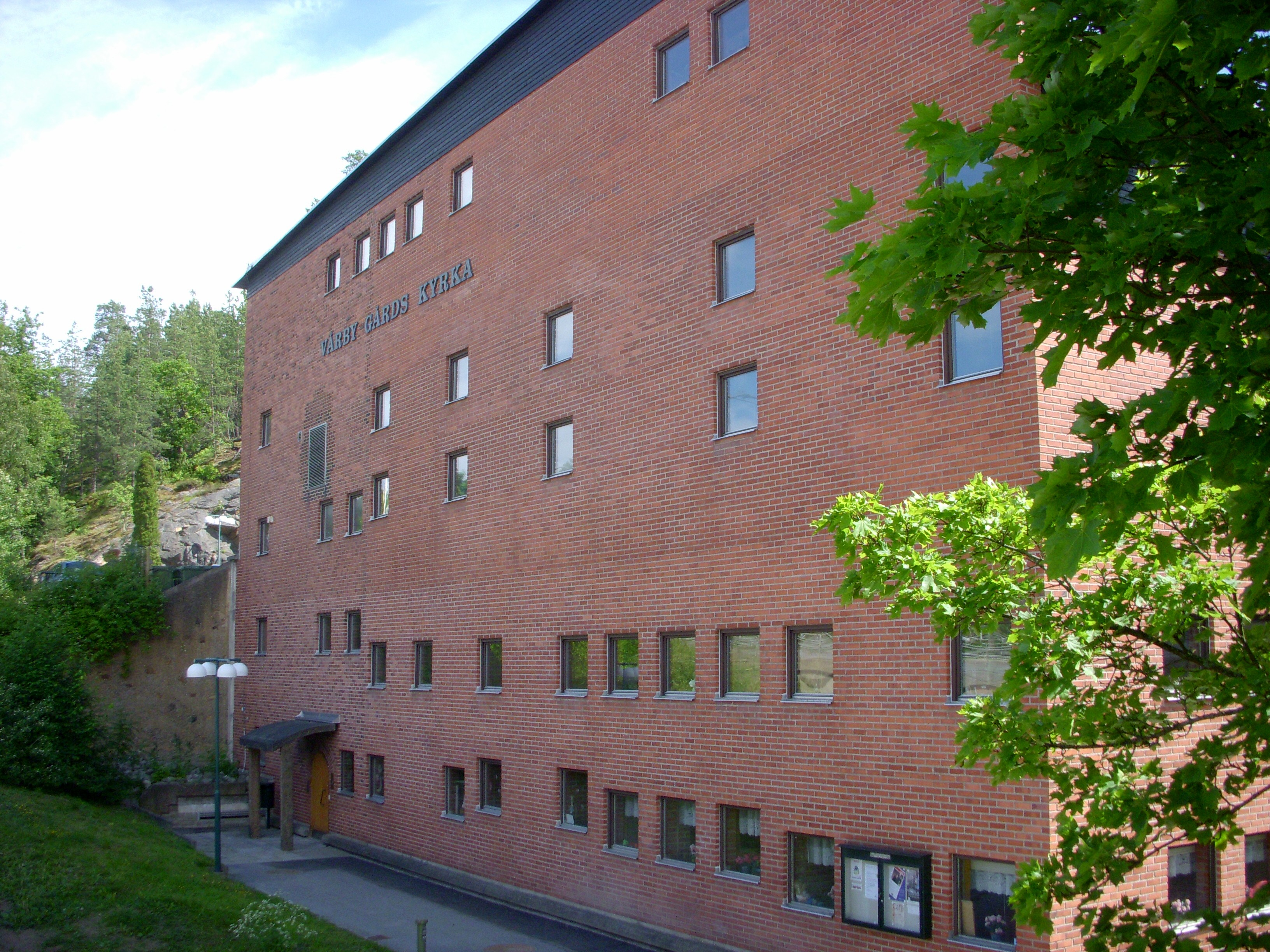
Fasaden mot Vårby allé
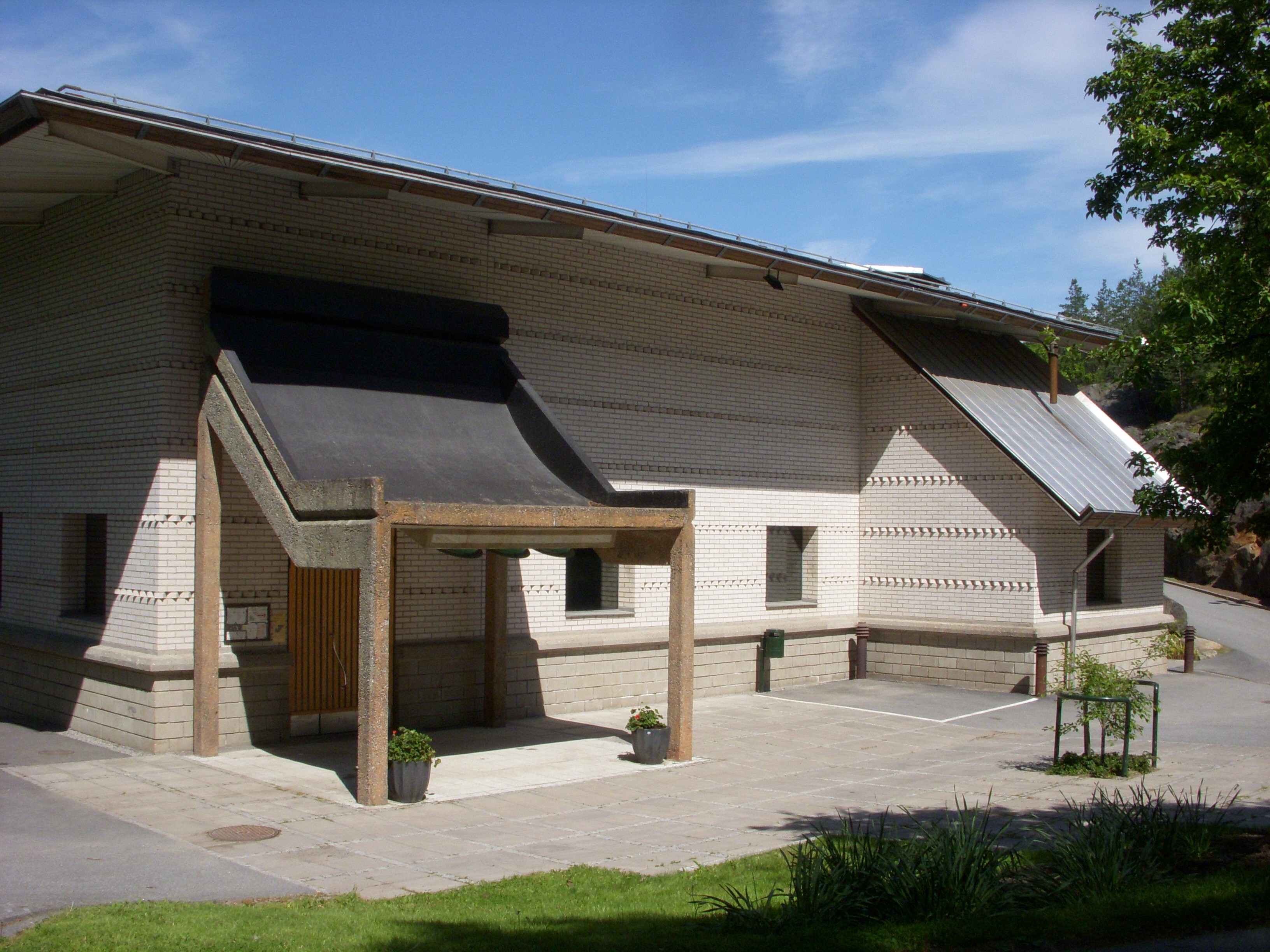
Kyrkobyggnaden
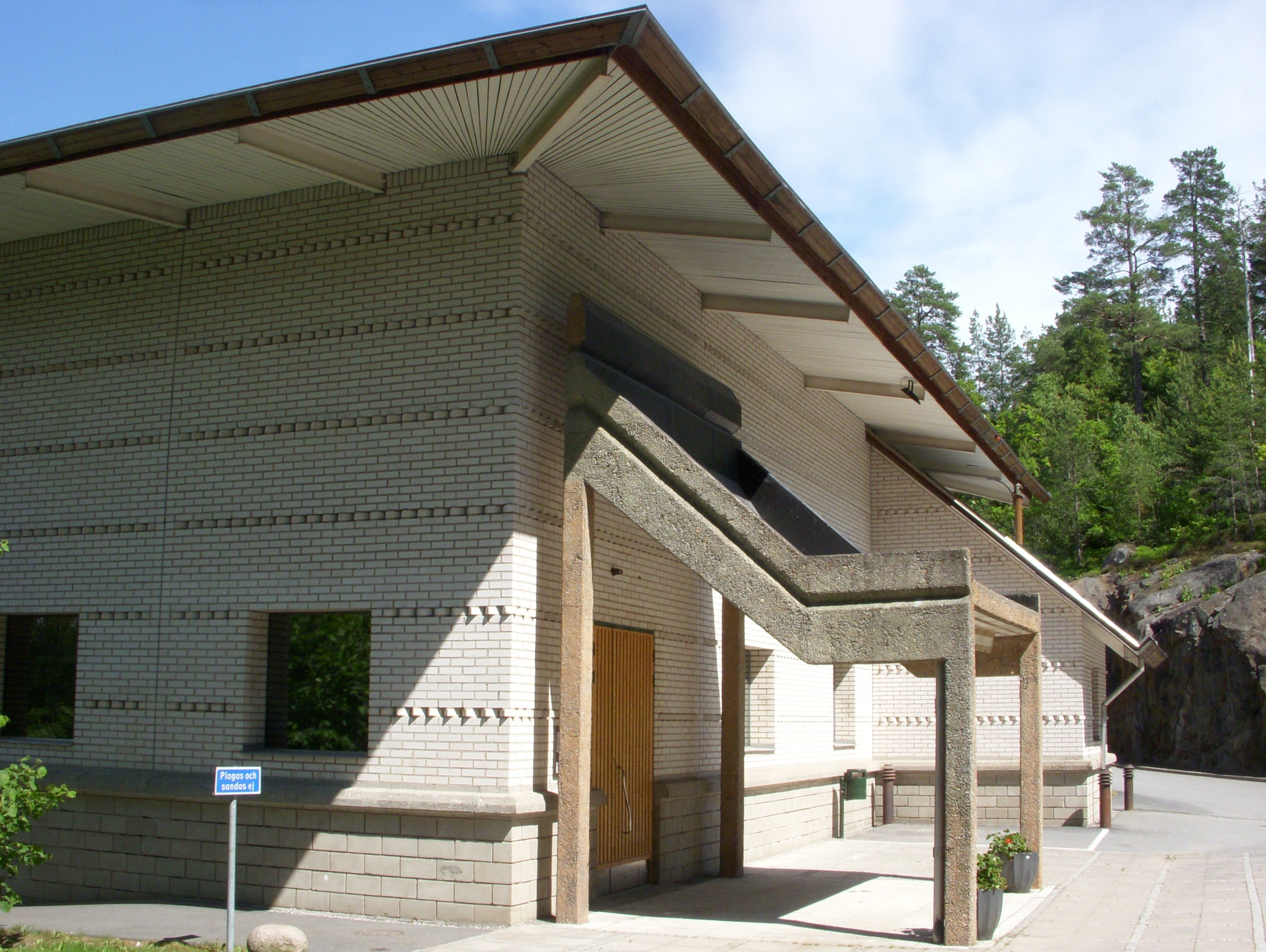
Entré och skärmtak